# Chiojdeni

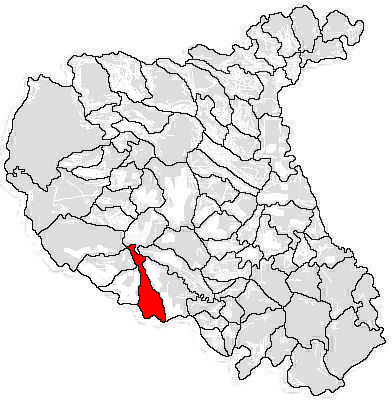
Chiojdeni, na Romênia.

Chiojdeni é uma comuna romena localizada no distrito de Vrancea, na região de Moldávia. A comuna possui uma área de 71.44 km² e sua população era de 2498 habitantes segundo o censo de 2007.